# Valeriano Cobbe
(Valeriano Cobbe da una lettera del 23 novembre 1963 al parroco di Camisano Vicentino)
Valeriano Cobbe (Camisano Vicentino, 14 gennaio 1932 – Shimulia, 14 ottobre 1974) è stato un religioso, presbitero e missionario italiano.
Appartenente alla Pia Società di San Francesco Saverio per le missioni estere ha operato dal 1962 in Bangladesh.

## Biografia
Dopo aver pronunciato i voti il 12 settembre 1950, viene ordinato sacerdote nel 1957. Mentre ricopriva la carica di vicerettore ed economo della casa di Petersham negli Stati Uniti, si accresce il desiderio di dedicarsi alle missioni.
Il 3 ottobre 1962 parte per Khulna nel Pakistan Orientale. Dopo aver partecipato al congresso internazionale di Bombay nel dicembre 1964, in occasione del viaggio in India di papa Paolo VI, con la presenza di Madre Teresa di Calcutta, inizia la sua missione a Shimulia assieme a padre Veronesi.
Nel 1968  il Bangladesh viene colpito da una devastante alluvione: padre Cobbe porta il suo aiuto alla popolazione ma viene costretto al ricovero in ospedale per super affaticamento.
La sua missione riprende e il padre è ancora una volta in prima linea durante il ciclone Bhola che colpisce il Pakistan Orientale il 13 novembre 1970, una vera e propria catastrofe dove si contano circa 300 000 morti.
Ai disastri naturali seguono quelli degli uomini: durante la guerra civile del 1971, che porterà il Pakistan Orientale a diventare uno stato autonomo, padre Valeriano Cobbe si ammala di nuovo. Il 4 aprile di quello stesso anno il suo amico e collaboratore Padre Veronesi viene ucciso da dei soldati a Jessore.
La sua opera viene interrotta tragicamente con un colpo di fucile, a Shimulia, ad opera di una banda di ladri.
Secondo alcuni la causa della morte, a soli 42 anni, di padre Cobbe si deve far risalire all'odio degli usurai del luogo a cui aveva tolto la possibilità di sfruttare i contadini poveri.
È sepolto a Shimulia vicino al suo confratello Mario Veronesi.

## Attività a Shimulia
La sua attività a favore delle popolazioni locali si è esplicata in diversi modi:
- Con l'aiuto di amici italiani, i quali nei periodi trascorsi a Shimulia lo avevano sempre sostenuto non solo finanziariamente, riesce a pagare i debiti che i contadini avevano contratto con gli usurai del posto e quindi a riscattare i loro terreni.
- Fonda una cooperativa di famiglie di contadini, riuscendo a far collaborare famiglie indù, musulmane e cristiane, la cooperativa si sviluppa e procura lavoro per quasi un migliaio di braccianti.
- La scuola, frequentata dai bambini del villaggio e delle località vicine, alla sua morte prevedeva classi sino terza media con un gravoso impegno finanziario.
- Fonda per le donne una cooperativa di cucito ed una per la tessitura.
- Costruisce il villaggio Papa Giovanni, dotandolo di abitazioni per le famiglie più povere, di una casa per le suore, un dispensario.
- Il territorio colpito periodicamente da alluvioni e uragani è scarso di acqua. Iniziò la costruzione di pozzi per l'irrigazione, (questo il significato del titolo del libro a lui dedicato: Il Pozzo Profondo). La sua attività dà la possibilità al villaggio di distribuire gratuitamente 200 quintali di riso in occasione di una alluvione e il rimanente venderlo sul mercato.[6]

Un osservatore di Mani Tese, il dottor Aldo Bernabei, testimonia: A Shimulia, villaggio pochi anni fa semideserto, per iniziativa di Padre Cobbe è sorta una cooperativa che riunisce a tutt'oggi 215 contadini che gestiscono un'estensione di terreno irrigato di circa 18 ettari coltivato a riso. Con la prossima apertura dei 3 pozzi finanziati da Mani tese (i primi 4 furono finanziati dalla Mireor) l'estensione del terreno irrigato salirà a circa 100 ettari. Certamente si deve fare ancora molto. A mio avviso il progetto in corso a Shimulia dovrebbe essere seguito da vicino e sostenuto in ogni modo.

## Riconoscimenti
La città di Roma, il suo paese natale gli hanno dedicato una via, Andrea Riccardi nel suo libro Il secolo del martirio, lo ricorda come martire della giustizia.